# Xã Hamlin, Quận Brown, Kansas
Xã Hamlin (tiếng Anh: Hamlin Township) là một xã thuộc quận Brown, tiểu bang Kansas, Hoa Kỳ. Năm 2010, dân số của xã này là 335 người.